# Mount Jord
Mount Jord är ett berg i Antarktis. Det ligger i Östantarktis. Nya Zeeland gör anspråk på området. Toppen på Mount Jord är 1 146 meter över havet.
Terrängen runt Mount Jord är bergig norrut, men söderut är den kuperad. Trakten är obefolkad. Det finns inga samhällen i närheten.